# فرانچسکو پانتا
فرانچسکو پانتا (ایتالیایی: Francesco Panetta؛ زادهٔ ۱۰ ژانویهٔ ۱۹۶۳) دونده دو استقامت اهل ایتالیا بود.
وی در مسابقات کشوری و بین‌المللی در مجموع برندهٔ ۲ مدال طلا، ۲ مدال نقره شده است.